# Grassittiche
Die Grassittiche (Neophema) sind eine Gattung der Papageien, die zu den Plattschweifsittichen gerechnet werden. Die Gattung kommt ausschließlich auf dem australischen Festland, Tasmanien sowie küstennahen Inseln der Südküste Australiens und den Inseln der Bass Strait vor. Das ungewöhnlichste Verbreitungsgebiet unter den Grassittichen hat der Klippensittich, der auf Felseninseln und an der Küstenlinie vorkommt. Er brütet auch nicht in Baumhöhlen, sondern nutzt Felsspalten und Felsvorsprünge. Der Feinsittich weist dagegen ein ausgeprägtes Zugverhalten auf. Er brütet auf Tasmanien sowie an der äußersten Südostküste Australiens. Die Populationen auf Tasmanien ziehen während des Winterhalbjahres auf das australische Festland und überqueren dabei die 300 Kilometer breite Bass Strait.

## Erscheinungsbild
Die Grassittiche sind kleine Vertreter der Plattschweifsittiche. Sie erreichen eine Körperlänge zwischen 20 und 22 Zentimetern und wiegen etwa 40 bis knapp 60 Gramm.
Die beiden Untergattungen weisen einen unterschiedlich stark ausgeprägten Geschlechtsdimorphismus. Schwach ausgeprägt ist er bei der Untergattung Neonanodes. Die vier Vertreter dieser Untergattung haben alle ein auffällig blaues Stirnband. Dagegen fehlt bei allen vier Arten ein Rotanteil im Gefieder. Charakteristisch für sie ist außerdem ein blauer Flügelbug und mattolive Partien auf der Körperoberseite. Die untere Hälfte der Körperunterseite ist dagegen von einem leuchtenden Gelb.
Charakteristisch für den Schönsittich und den Glanzsittich sind ausgedehnte blaue Gesichtsmasken. Nur die Männchen haben rote Federpartien. Die Weibchen haben dagegen einen blassen Unterflügelstreif.

## Systematik
Eine Zeitlang wurde auch der Bourkesittich zu den Grassittichen gerechnet. Dieser wird heute in eine eigene Gattung gestellt, da sowohl die morphologischen als auch ökologischen Anpassungen der Art darauf schließen lassen, dass sich der Bourkesittich bereits vor sehr langer Zeit auf ein Leben in der Wüste Australiens spezialisiert hat. Diese Einschätzung hat sich durch biochemische Untersuchungen bestätigt. Der Bourkesittich ist nicht näher mit den Grassittichen verwandt und wird heute einer eigenen Gattung, den Bourkesittichen (Neopsephotus) zugeordnet. Die biochemischen Untersuchungen haben dagegen gezeigt, dass sowohl der Wellensittich als auch die Erdsittiche enge Verwandte der Grassittiche sind.

## Arten
Zu den Grassittichen werden heute üblicherweise sechs Arten gerechnet, die in zwei Untergattungen aufgeteilt werden:
- Untergattung Neonanodes:
  - Feinsittich (N. chrysostoma)
  - Schmucksittich (N. elegans)
  - Klippensittich (N. petrophila)
  - Goldbauchsittich (N. chrysogaster)
- Untergattung Neophema:
  - Schönsittich (N. pulchella)
  - Glanzsittich (N. splendida)

## Belege